# 奥富村
奥富村（おくとみむら）は埼玉県の南西部、入間郡に属していた村。

## 地理
- 河川：入間川

## 歴史
- 1889年（明治22年）4月1日 町村制施行により、上奥富村、下奥富村、柏原新田が合併し入間郡奥富村が成立する。
- 1954年（昭和29年）7月1日 入間川町、入間村、堀兼村、柏原村、水富村と合併し狭山市を新設する。